# گنجشک‌های نوک‌سهره
گنجشک‌های نوک‌سهره (نام علمی: Rhynchospiza) سرده‌ای از گنجشکان آمریکایی است. در گذشته در Aimophila گنجانده شده بود، اما مطالعات مولکولی اخیر نشان می‌دهد که این دو تا سه گونه شایستگی سردهٔ خود را دارند. همه گونه‌ها در آمریکای جنوبی پراکنده هستند.